# Colestanotriolo 26-monoossigenasi
La colestanotriolo 26-monoossigenasi è un enzima appartenente alla classe delle ossidoreduttasi, che catalizza la seguente reazione:
5β-colestan-3α,7α,12α-triolo + NADPH + H+ + O2 ⇄ (25R)-5β-colestan-3α,7α,12α,26-tetraolo + NADP+ + H2O
L'enzima richiede ferrodossina. Agisce sul colesterolo, sul colest-5-en-3β,7α-diolo, 7α-idrossicolest-4-en-3-one, 5β-colestan-3α,7α-diolo così come sul 5β-colestan-3α,7α,12α-triolo. Con il colesterolo così come con il 26-idrossicolesterolo, vengono prodotti il 24-idrossi- e 25-idrossicolesterolo. Con un trattamento prolungato, il 26-idrossicolesterolo è convertito nella corrispondente 27-aldeide e nell'acido 27-oico.

## CYP27A
CYP27A è un enzima mitocondriale che catalizza l'idrossilazione della Vitamina D in 25-idrossi vit D, che è la principale forma circolante. Fa parte della famiglia delle ossigenasi a funzione mista dipendenti dal cit p450. Questo enzima usa come substrati sia il colecalciferolo che l'ergocalciferolo.